# Campeonato Paranaense de Futebol Feminino de 2023
O Campeonato Paranaense de Futebol Feminino de 2023 foi a vigésima quarta edição deste campeonato estadual de futebol feminino, que foi organizado pela Federação Paranaense de Futebol (FPF). O torneio teve início em 2 de novembro e terminou no dia 15 de novembro.
O campeão desta edição foi o Athletico Paranaense, que conquistou o seu quarto título estadual seguido vencendo o seu rival Coritiba na final.

## Regulamento
A quantidade de times participantes para a edição de 2023 do Paranaense Feminino caiu se comparado com a edição do ano anterior, passando de seis times para cinco por conta da desistência do Foz do Iguaçu. A duração do campeonato também foi bastante reduzida se comparada a 2022, passando de 60 dias para 13 dias.
O campeonato foi disputado em duas etapas: A primeira foi a fase classificatória, onde os cinco times jogaram entre si em apenas jogos de ida, totalizando cinco rodadas onde cada time jogou quatro jogos, e as quatro melhores equipes avançaram para a etapa final; E a etapa final foi no formato mata-mata, onde o 1° colocado da primeira fase enfrentou o 4° e o 2° enfrentou o 3°, com os vencedores de cada confronto avançando para a grande final. Todas as partidas da etapa final foram em jogo único, e em caso de empate ocorreria uma disputa de pênaltis.
As partidas do campeonato tiveram a duração de 80 minutos, sendo divididos em dois tempos de 40 minutos cada e com 15 minutos de intervalo.

### Critérios de desempate
De acordo com o regulamento geral das competições profissionais, em caso de empate em pontos ganhos entre dois ou mais clubes, o desempate seria definido observando-se os critérios abaixo:
1. Maior número de vitórias;
2. Maior saldo de gols;
3. Maior número de gols a favor;
4. Confronto direto;
5. Menor número de cartões vermelhos recebidos;
6. Menor número de cartões amarelos recebidos;
7. Sorteio público na sede da FPF.

## Participantes
| Equipe               | Cidade    | 2022     | Títulos            |
| -------------------- | --------- | -------- | ------------------ |
| Athletico Paranaense | Curitiba  | 1° lugar | 3 (último em 2022) |
| Toledo               | Toledo    | 2° lugar | 0 (não possui)     |
| Coritiba             | Curitiba  | 3° lugar | 0 (não possui)     |
| SOBI São Braz        | Curitiba  | 4° lugar | 0 (não possui)     |
| Rio Branco-PR        | Paranaguá | 6° lugar | 0 (não possui)     |

## Transmissão televisiva
Todas as partidas do campeonato foram transmitidas através da FPF Play, plataforma de streaming oficial da Federação Paranaense de Futebol, e os melhores momentos de cada partida foram postadas no canal da FPF no YouTube.

## Primeira fase

### Classificação
Fonte: 
|  | Equipes classificadas para a fase final |
|  | Equipes eliminadas na primeira fase     |

| Pos. | Equipes              | P  | Jogos | Jogos | Jogos | Jogos | Gols | Gols | Gols | Cartões                       | Cartões | %   |
| Pos. | Equipes              | P  | J     | V     | E     | D     | GP   | GC   | SG   | Penalizado com cartão amarelo | Expulso | %   |
| ---- | -------------------- | -- | ----- | ----- | ----- | ----- | ---- | ---- | ---- | ----------------------------- | ------- | --- |
| 1    | Athletico Paranaense | 10 | 4     | 3     | 1     | 0     | 15   | 0    | +15  | 2                             | 3       | 100 |
| 2    | Toledo               | 9  | 4     | 3     | 0     | 1     | 4    | 3    | +1   | 5                             | 4       | 75  |
| 3    | Coritiba             | 7  | 4     | 2     | 1     | 1     | 13   | 3    | +10  | 8                             | 3       | 58  |
| 4    | Rio Branco-PR        | 3  | 4     | 1     | 0     | 3     | 4    | 8    | -4   | 9                             | 0       | 25  |
| 5    | SOBI São Braz        | 0  | 4     | 0     | 0     | 4     | 1    | 23   | -22  | 3                             | 0       | 0   |

### Partidas

#### Primeira rodada
| 2 de novembro Jogo 1 | Athletico Paranaense                                                                                     | 8 – 0  | SOBI São Braz | Curitiba                                                     |  |
| 14:00                | - Lilian 6' - Ana da Silva 13', 32' - Isabela Cardoso 18', 30', 80+1' - Nathalia 19' - Ellen Pereira 51' | Súmula |               | Estádio: Arena Vermelha Árbitro: PR Marcelo Rodrigues Masena |  |

| 2 de novembro Jogo 2 | Rio Branco-PR | 0 – 2  | Coritiba                             | Curitiba                                                       |  |
| 16:00                |               | Súmula | - Tayla 30' - Bruna Peligrinelli 78' | Estádio: Arena Vermelha Árbitro: PR Cristiano Antonio Teixeira |  |

#### Segunda rodada
| 4 de novembro Jogo 3 | SOBI São Braz | 0 – 4  | Rio Branco-PR                                    | Curitiba                                                                         |  |
| 14:00                |               | Súmula | - Julia 6' - Ana 19' - Daniele 68' - Maira 40+2' | Estádio: Centro de Treinamento Alfredo Gottardi Árbitro: PR Felipe Augusto Alves |  |

| 4 de novembro Jogo 4 | Coritiba    | 1 – 2  | Toledo                      | Curitiba                                                                          |  |
| 16:00                | - Tayla 33' | Súmula | - Beatriz 35' - Juliana 79' | Estádio: Centro de Treinamento Alfredo Gottardi Árbitro: PR Felipe Kirchner Bello |  |

#### Terceira rodada
| 6 de novembro Jogo 5 | Rio Branco-PR | 0 – 5  | Athletico Paranaense                                                                            | Curitiba                                                                          |  |
| 17:30                |               | Súmula | - Nathalia 40' - Ellen Pereira 62' - Ana da Silva 74' - Isabela Cardoso 76' - Taina Eduarda 79' | Estádio: Centro de Treinamento Alfredo Gottardi Árbitro: PR Anabi de Araujo Lopes |  |

| 6 de novembro Jogo 6 | Toledo               | 1 – 0  | SOBI São Braz | Curitiba                                                                                     |  |
| 19:30                | - Bruna 80+1' (g.c.) | Súmula |               | Estádio: Centro de Treinamento Alfredo Gottardi Árbitro: PR Marcos William Corletto Cabreira |  |

#### Quarta rodada
| 8 de novembro Jogo 7 | Athletico Paranaense                     | 2 – 0  | Toledo | Curitiba                                                                            |  |
| 17:30                | - Isabela Cardoso 1' - Ellen Pereira 68' | Súmula |        | Estádio: Centro de Treinamento Alfredo Gottardi Árbitro: PR Elço dos Santos Ribeiro |  |

| 8 de novembro Jogo 8 | SOBI São Braz | 1 – 10 | Coritiba                                                                                       | Curitiba                                                                                      |  |
| 19:30                | - Agatha 29'  | Súmula | - Daiane 6', 70' - Isabela 31', 55' - Brendha 39', 43', 46' - Bruna Peligrinelli 45', 53', 66' | Estádio: Centro de Treinamento Alfredo Gottardi Árbitro: PR Guilherme Natan Paiano dos Santos |  |

#### Quinta rodada
| 10 de novembro Jogo 9 | Coritiba | 0 – 0  | Athletico Paranaense | Curitiba                                                     |  |
| 17:30                 |          | Súmula |                      | Estádio: Arena Vermelha Árbitro: PR Luiz Alexandre Fernandes |  |

| 10 de novembro Jogo 10 | Toledo        | 1 – 0  | Rio Branco-PR | Curitiba                                                      |  |
| 19:30                  | - Juliana 11' | Súmula |               | Estádio: Arena Vermelha Árbitro: PR Eduardo da Silva Silveira |  |

## Fase final
Em negritos estão os times classificados, e em itálico está o time campeão.
|  | Semifinais 12 de novembro | Semifinais 12 de novembro | Semifinais 12 de novembro |          |                      | Final 15 de novembro | Final 15 de novembro | Final 15 de novembro |  |
|  |                           |                           |                           |          |                      |                      |                      |                      |  |
|  | 1                         | Athletico Paranaense      | 5                         |          |                      |                      |                      |                      |  |
|  | 1                         | Athletico Paranaense      | 5                         |          |                      |                      |                      |                      |  |
|  | 4                         | Rio Branco-PR             | 0                         |          |                      |                      |                      |                      |  |
|  | 4                         | Rio Branco-PR             | 0                         |          | Athletico Paranaense | Athletico Paranaense | 3                    |                      |  |
|  |                           |                           |                           |          | Athletico Paranaense | Athletico Paranaense | 3                    |                      |  |
|  |                           |                           | Coritiba                  | Coritiba | 1                    |                      |                      |                      |  |
|  | 2                         | Toledo                    | Coritiba                  | Coritiba | 1                    | 0                    |                      |                      |  |
|  | 2                         | Toledo                    |                           |          |                      |                      |                      |                      |  |
|  | 3                         | Coritiba                  | 2                         |          |                      |                      |                      |                      |  |

### Semifinal
| 12 de novembro Jogo 11 | Athletico Paranaense                                                            | 5 – 0  | Rio Branco-PR | Curitiba                                                    |  |
| 14:00                  | - Isabela Cardoso 19' - Duda 32' - Lilian 68' - Tosti 78' - Hillary Amaro 80+3' | Súmula |               | Estádio: Arena Vermelha Árbitro: PR Lais Aparecida Zavoiski |  |

| 12 de novembro Jogo 12 | Toledo | 0 – 2  | Coritiba                   | Curitiba                                             |  |
| 16:00                  |        | Súmula | - Kauane 48' - Brendha 75' | Estádio: Arena Vermelha Árbitro: PR Lucas Casagrande |  |

### Final
A final do estadual aconteceu no dia 15 de novembro, no estádio Arena Vermelha. E nela, o Athletico Paranaense derrotou o Coritiba por 3–1 e conquistou o treta-campeonato estadual, em uma final com quatro gols onde três deles aconteceram só no primeiro tempo.
Inicialmente o vencedor do estadual ganharia uma vaga para disputar a terceira divisão do futebol feminino nacional, mas esta vaga ficou com o vice-campeão Coritiba, porque o campeão, Athletico Paranaense, já possui uma vaga na segunda divisão nacional.
| 15 de novembro Jogo 13 | Athletico Paranaense                                   | 3 – 1  | Coritiba      | Curitiba |  |
| 15:00                  | - Nathalia 8' - Isabela Cardoso 22' - Ana da Silva 58' | Súmula | - Brendha 25' | Estádio: Arena Vermelha Árbitra: PR Maria Luiza Brandellero dos Santos Árbitros assistentes: PR Lais Aparecida Zavoiski PR Juliana Caroline de Angelo |  |

## Premiação
| Campeonato Paranaense de Futebol Feminino de 2023 |
| Curitiba                                          |
| ------------------------------------------------- |
| Athletico Paranaense Campeão (4.º título)         |

## Estatísticas

### Artilharia
| Gols | Jogadora           | Equipe               |
| ---- | ------------------ | -------------------- |
| 7    | Isabela Cardoso    | Athletico Paranaense |
| 5    | Brendha            | Coritiba             |
| 4    | Bruna Peligrinelli | Coritiba             |
| 4    | Ana da Silva       | Athletico Paranaense |
| 3    | Ellen Pereira      | Athletico Paranaense |
| 3    | Nathalia           | Athletico Paranaense |
| 2    | 5 futebolistas     | —                    |
| 1    | 11 futebolistas    | —                    |

### Hat-tricks
| Jogadora           | Gols            | Clube                | Placar | Adversário    | Data          | Ref.  |
| ------------------ | --------------- | -------------------- | ------ | ------------- | ------------- | ----- |
| Isabela Cardoso    | 18', 30', 80+1' | Athletico Paranaense | 8 – 0  | SOBI São Braz | 2 de novembro | [ 7 ] |
| Brendha            | 39', 43', 46'   | Coritiba             | 10 – 1 | SOBI São Braz | 8 de novembro | [ 8 ] |
| Bruna Peligrinelli | 45', 53', 66'   | Coritiba             | 10 – 1 | SOBI São Braz | 8 de novembro | [ 8 ] |